# ピーターバラ
ピーターバラ（英: Peterborough）は、イングランドの東部地方にある主教座聖堂都市（シティ）、およびその周辺の村落を含めた単一自治体（形式上はケンブリッジシャーに所属）。人口は約21万人（2021年）。

## 地理
ピーターバラ市の中心は、ロンドンの北約75マイル（約125km）に位置する。周辺の村落を合わせた単一自治体としては、西側でノーサンプトンシャー、北側でリンカンシャー、南側でケンブリッジシャーのハンティンドン郡に隣接している。
ピーターバラ市より東側の一帯は、北海へ注ぐ河口部付近にかけてフェンと呼ばれる湿地帯となっている。そのため、ケンブリッジとともに「フェンの玄関口」と呼ばれることがある。地形はこのためおおむね起伏の少ない平野である。
市内にはネン川が通っている。この川と並行する形で保存鉄道線であるネン峡谷鉄道が走っている。単一自治体の北部にはウェランド川が流れている。どちらの川も北海に注ぎこむ。
市内の中心部は再開発されており、現在はクイーンズゲート・ショッピングセンターが設けられている。
北西部の、リンカンシャーにも程近いノーサンプトンシャーとの州境付近に、英国空軍のウィッタリング基地が存在する。
アジア系人口が比較的多く、市の人口の7〜8％を占める。また、EUの東欧拡大に伴って、東欧からの移民や労働者の流入が増えている。

## 歴史
このあたりには青銅器時代より人が住んでいたことを示す遺跡が残っている。ローマ時代には、ロンドンと北東イングランドを結ぶローマ街道の中継地であり、またこの地でノーフォークへ至るフェン・コーズウェイが分岐していた。サクソン時代に修道院が設立され、後にこれがピーターバラ大聖堂となった。
19世紀に入ってロンドンとヨークやエディンバラを結ぶイースト・コースト本線が通るようになると、ピーターバラ市は産業都市として拡大していった。戦後、1967年にニュータウンに指定されると、再び人口が飛躍的に増大した。1970年代よりしばらくの間、トーマス・クックの本社が置かれていた。

## 行政
ピーターバラ市およびその近郊の村落は、現在でも儀礼上はケンブリッジシャーの一部ということになっているが、1998年に単一自治体に認定され、ケンブリッジシャーの州行政とは独自に自治を行う権限を持つ。ただし、警察や消防など行政事務の多くは、ケンブリッジシャーと共同で行っている。
ピーターバラ周辺の所属州はこれまで何度も変更されており、以下のような経緯を辿っている。
- 1889年、ノーサンプトンシャーと分割され、単独でピーターバラ州となる（1888年地方政府法）。
- 1965年、ハンティンドンシャーと合併し、ハンティンドン・ピーターバラ州となる。
- 1974年、ハンティンドン・ピーターバラ州がケンブリッジシャーに編入される（1974年地方政府法）。
- 1998年、ケンブリッジシャーから実質的に独立し、ピーターバラ単一自治体となる。

このように幾度も所属が変更されているのは、ピーターバラが主教座都市であること、しかし、それにもかかわらず、その周辺人口が一つの州を構成する程には多くなかったこと（例えばノーサンプトンの人口は約20万）、また、別の主教座都市であるイーリーと近い距離にあったこと（ネン川以南のハンティンドン地域はイーリー教区に属する）、などが理由である。

## 交通
道路は、ロンドンとエディンバラを結ぶ主要国道A1号線が通っている。ピーターバラ以南は、自動車専用道のA1(M)号線となっている。かつてリンカンやヨークとを結ぶローマ街道であった道の名残は、現在国道A15号線となっている。
鉄道においてもピーターバラは、主要結節点となっている。ロンドンとエディンバラを結ぶイースト・コースト本線の駅が設置されている。また、バーミンガムやレスターなどのミッドランドとはバーミンガム - ピーターバラ線で、ノリッジ・イプスウィッチ・ケンブリッジ・スタンステッド空港などの東アングリア方面とはピーターバラ - イーリー線で、リンカンとはピーターバラ - リンカン線で、それぞれ繋がっている。

## 大聖堂
ピーターバラ大聖堂は、12世紀に建築されたノルマン様式の聖堂である。有名なその西正面（ウエスト・フロント）は、イギリス国内でも他に例を見ない3つのアーチを擁した初期イギリス・ゴシック様式を特徴としている。